# Baredine (miasto Buje)
Baredine – wieś w Chorwacji, w żupanii istryjskiej, w mieście Buje. W 2011 roku liczyła 69 mieszkańców.